# North Kansas City
North Kansas City is een plaats (city) in de Amerikaanse staat Missouri, en valt bestuurlijk gezien onder Clay County.

## Demografie
Bij de volkstelling in 2000 werd het aantal inwoners vastgesteld op 4714.
In 2006 is het aantal inwoners door het United States Census Bureau geschat op 5494, een stijging van 780 (16,5%).

## Geografie
Volgens het United States Census Bureau beslaat de plaats een oppervlakte van
12,0 km², waarvan 11,3 km² land en 0,7 km² water. North Kansas City ligt op ongeveer 267 m boven zeeniveau.

## Plaatsen in de nabije omgeving
De onderstaande figuur toont nabijgelegen plaatsen in een straal van 8 km rond North Kansas City.